# 星野晃一
星野 晃一（ほしの こういち、1936年6月9日- ）は、日本の日本近代文学研究者。城西国際大学名誉教授。

## 人物・来歴
東京生まれ。早稲田大学第一文学部卒業。城西大学女子短期大学部助教授、教授、城西国際大学教授、2007年定年退職、武蔵野大学客員教授。2010年退職。室生犀星が専門。

## 著書
- 『表解システム国語暗記文学史』ライオン社, 1983.10
- 『室生犀星の短歌 資料』(学術研究叢書）城西大学女子短期大学部文学科, 1985.12
- 『室生犀星 幽遠・哀惜の世界』 (国文学研究叢書) 明治書院, 1992.10
- 『室生犀星 創作メモに見るその晩年』踏青社, 1997.9
- 『犀星 句中游泳』紅書房, 2000.1
- 『室生犀星 何を盗み何をあがなはむ』踏青社, 2009.4
- 『犀星書簡 背後の逍遥』わらしべ舎, 2017.4

### 共編著
- 『近代日本文学選 明治編』山蔦恒共編. 教育出版センター, 1978.7
- 『近代日本文学選 大正編』山蔦恒共編. 教育出版センター, 1979.4
- 『近代日本文学選 昭和編 1』山蔦恒共編. 教育出版センター, 1980.5
- 『室生犀星文学年譜』室生朝子、本多浩共編　明治書院、1982
- 『室生犀星書目集成』(近代文学資料）室生朝子共編. 明治書院, 1986.11
- 『室生犀星未刊行作品集 第5巻 (昭和 3)』奥野健男,室生朝子共編. 三弥井書店, 1989.10
- 『集英社国語辞典』森岡健二,徳川宗賢,川端善明,中村明共編. 集英社, 1993
- 『新生の詩』編著. 愛媛新聞社, 2002.8
- 『室生犀星句集』編, 紅書房, 2009.8
- 『多田不二来簡集』多田曄代共編. 紅書房, 2015.8
- 『童謡集 蘇る「幻」の調べ』編. わらしべ舎, 2018.7

## 論文
- <星野晃一